# Cova d'aragonita d'Ochtinská

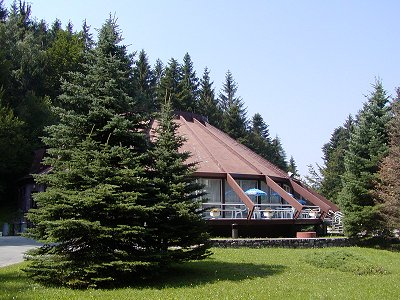
Centre de visitants de la cova.

La Cova d'aragonita d'Ochtinská es troba a Eslovàquia al karst de Ochtina en costa nord-oest d'Hrádok a les muntanyes de Revuca entre Jelšava i Stítnik. La seva longitud és 300 metres. L'aragonita es va originar durant les relacions específiques hidroquímicas i climàtiques en les cavitats tancades subterrànies. La cova va ser descoberta l'any 1954 en una perforació de una galeria d'exploració geològica. Va obrir les portes l'any 1972 amb una longitud de 230 metres com una de les tres coves d'aragonita al món -les altres es troben a Mèxic i Argentina)- Des de 1995, va ser declarada per la Unesco Patrimoni de la Humanitat com a part de les Grutas càrstiques de Aggtelek i del karst eslovac.

## L'accés a la cova
La cova està situada a Slovenske Rudohorie a l'oest de Rožňava. Es pot anar a través de la branca de la carretera entre el poble Stítnik i la ciutat Jelšava pel pujol d'Hrádok  (2 km).L'aparcament pels cotxes està 300 m de la cova. Des d'allí els visitants poden anar a peu pel camí a la zona de la cova.

## La història i el present
La cova va ser trobada causualment l'any 1954 quan els empleats M. Cangár i J. Prošek. de la recerca metalífera d'Eslovàquia van trobar el forat d'investigació geològic nomenat Kapusta. Treballadors de Turista van investigar en la cova l'any 1955i el 1956 van fer treballs exploratoris i sondejos. Els treballs per disposar la cova pel públic van començar l'any 1966, van fer una galeria d'accés llarga de 145 m. La cova va ser oberta el 1972. La longitud de la part disponible és 230 m.